# Anne Ferguson-Smith
Anne Carla Ferguson-Smith FRS (Baltimore, 1961) é uma geneticista do desenvolvimento de mamíferos. É Professora da Cátedra Arthur Balfour de Genética, chefe do Departamento de Genética da Universidade de Cambridge e fellow do Darwin College (Cambridge).
Ferguson-Smith foi eleita membro da Organização Europeia de Biologia Molecular (EMBO) em 2006 e membro da Royal Society (FRS) em 2017.
Ferguson-Smith é filha do geneticista Malcolm Ferguson-Smith.